# Präbichl
Präbichl är ett berg i Österrike.   Det ligger i distriktet Leoben och förbundslandet Steiermark, i den östra delen av landet, 130 km sydväst om huvudstaden Wien. Toppen på Präbichl är 1 226 meter över havet.
Terrängen runt Präbichl är bergig västerut, men österut är den kuperad. Närmaste större samhälle är Leoben, 18,8 km sydost om Präbichl. 
I omgivningarna runt Präbichl växer i huvudsak blandskog. Runt Präbichl är det ganska tätbefolkat, med 60 invånare per kvadratkilometer.